# Cementerio de Guerra de Labuan
El Cementerio de Guerra de Labuan (en malayo: Tanah Perkuburan Perang Labuan) es un cementerio de la Segunda Guerra Mundial y de la Commonwealth en Labuan, una localidad del país asiático de Malasia. Gran parte del personal enterrado en este cementerio, incluyendo las tropas indias y australianas, fueron asesinados durante la invasión japonesa de Borneo o la campaña de Borneo de 1945. Otros eran prisioneros de guerra en la región. Este cementerio fue construido por la Commonwealth War Graves Commission.